# Гигантска летяща катерица
Гигантската летяща катерица (Petaurista petaurista) е вид бозайник от семейство Катерицови (Sciuridae).